# سيناف جلاسليس
سيناف جلاسليس (الاسم العلمي: Synaphe glaisalis) هو نوع من العثة من فصيلة الناريات. وصفها دانيال لوكاس في عام 1937. توجد في المغرب.